# Цвілій Аліна Олександрівна
Аліна Олександрівна Цвілій (до шлюбу — Гальченко; нар. 18 вересня 1994) — українська легкоатлетка, яка спеціалізується у спортивній ходьбі, срібна призерка чемпіонату Європи 2018 року зі спортивної ходьби на 50 кілометрів. Студентка Університету Григорія Сковороди в Переяславі.

## Статистика

### Встановлені рекорди

#### України
| Дисципліна   | Результат | Змагання         | Місто  | Дата       |
| ------------ | --------- | ---------------- | ------ | ---------- |
| Ходьба 50 км | 4:12.44   | Чемпіонат Європи | Берлін | 07.08.2018 |

### Виступи на основних міжнародних змаганнях
| Рік  | Змагання                                       | Місто     | Місце | Дисципліна           | Примітки |
| ---- | ---------------------------------------------- | --------- | ----- | -------------------- | -------- |
| 2010 | Юнацькі Олімпійські ігри                       | Сінгапур  | 6     | Ходьба 5000 метрів   |          |
| 2011 | Чемпіонат світу серед юнаків                   | Лілль     | 4     | Ходьба 5000 метрів   |          |
| 2012 | Чемпіонат світу серед юніорів                  | Барселона | 11    | Ходьба 10000 метрів  |          |
| 2012 | Кубок світу зі спортивної ходьби               | Саранськ  | 10    | Ходьба 10 кілометрів |          |
| 2016 | Командний чемпіонат світу зі спортивної ходьби | Рим       | 52    | Ходьба 20 кілометрів |          |
| 2017 | Універсіада                                    | Тайбей    | 7     | Ходьба 20 кілометрів |          |
| 2018 | Командний чемпіонат світу зі спортивної ходьби | Тайцан    | 15    | Ходьба 50 кілометрів |          |
| 2018 | Чемпіонат Європи                               | Берлін    | 2     | Ходьба 50 кілометрів |          |